# Фольксваген-Арена
Фольксва́ген Аре́на (нім. Volkswagen Arena) — футбольний стадіон у німецькому місті Вольфсбург. Відкритий 1951 року. Стадіон є домашньою ареною футбольного клубу «Вольфсбург».